# Svart rättika
Svart rättika (Raphanus sativus L. var. niger J.Kern.) är en varietet av rättika som är en större släkting till rädisan.
Den finns hela året och används på samma sätt som rädisan. Den smakar snarlikt rädisan, men rättikan har något kraftigare smak. Rättika har nästan helt försvunnit ur restaurangköken, för den passar endast till vissa anrättningar. Den är rik på C-vitamin och används endast rå.

## Förväxlingsväxt
Den vitskaliga vinterrädisan med artnamnet Raphanus sativus var. longipinnatus är snarlik den svarta rättikan. Det är denna växt som i Japan är känd som daikon. Den benämns på svenska ibland "asiatisk rättika".